# Байтак (партия)
Партия зелёных «Байтак» (каз. «Байтақ» жасылдар партиясы) — казахстанская партия зелёных.

## История
24 сентября 2022 года в Алматы состоялся первый учредительный съезд партии «Байтак». На первый съезд в общей сложности прибыли около 1500 делегатов из разных регионов страны. Участниками мероприятия также стали представители республиканского экологического альянса.
28 ноября 2022 года партия прошла официальную регистрацию.
Партия приняла участие в парламентских выборах 2023 года, получив 2,30% голосов.

## Структура
Председатель партии — член Национального курултая при Президенте Республики Казахстан Азаматхан Амиртаев. Членами политического совета являются: Азаматхан Амиртаев, Айнур Сабитова, Ержан Елекеев, Бердиева Жанар, Медеткали Нургазиев, Казитов Сейфул-Малик, Мартель Владимир, Гани Назарбек, Кумискалиев Руслан, Иманалиев Аскар, Абдулдин Айдар, Уса Раихан и Мурат Санжар. — 

## Идеология и программа
Цель партии — защита растительного и животного мира, сохранение биологического многообразия, а также методами политической работы добиваться построения экономически сильного, демократического, светского, правового, социального государства с развитыми институтами гражданского общества, современной конкурентоспособной политической системой.

## Результаты выборов

### Парламентские выборы
| Выборы | Кол-во голосов | %    | Мест | +/- |
| 2023   | 146 431        | 2.30 | 0/98 | -   |

Источник: ЦИК Казахстана.

## Международное сотрудничество
Партия поддерживает дружественное сотрудничество с политическими партиями:
- Партия зеленых Кыргызстана
- Экологическая партия Узбекистана